# Je te dis vous
Scène de vie este cel de-al treilea album de studio al cântăreței franceze Patricia Kaas.

## Conținut
- Ediție Standard:

1. „Y'avait tant d'étoiles” — 1:54
2. „Hôtel Normandy” — 5:32
3. „Je retiens mon souffle” — 4:37
4. „Ceux qui n'ont rien” — 5:16
5. „Il me dit que je suis belle” — 5:21
6. „Space in My Heart” — 4:51
7. „La Liberté” — 4:04
8. „Fatiguée d'attendre” — 4:31
9. „Jojo” — 3:20
10. „Je te dis vous” — 3:43
11. „Reste sur moi” — 4:34
12. „Ganz und gar” — 4:47
13. „Out of the Rain” — 4:34
14. „It's a Man World” — 5:45
15. „Entrer dans la lumière” — 4:05

- Piesă bonus în Japonia:

1. „Juste une chanson” — 6:01